# Richard Nixon dans les arts et la culture
Richard Nixon dans les arts et la culture correspond à l'ensemble des représentations suscitées par le 37e président des États-Unis d'Amérique dans différents médias tel que la caricature, la littérature, le cinéma, la bande dessinée, … etc,,,,,.

## Attraction
Un animatronique à l'effigie de Richard Nixon est présent dans le Hall of Presidents.

## Filmographie

### Animation
- 2015 : Ted Ed saison 1 épisode 8 L'Histoire contre Richard Nixon d'Alex Gendler.

### Cinéma
- 1971 : Acteur non crédité dans La Cane aux œufs d'or.
- 1972 :
  - Rich Little dans Another Nice Mess.
  - Richard M. Dixon dans Richard.
- 1973 : Biff McGuire dans Le Loup-Garou de Washington
- 1976 : 
  - images d'archives dans Bordella.
  - images d'archives dans Les Hommes du président.
- 1977 : 
  - images d'archives dans The Private Files of J. Edgar Hoover.
  - Il a inspiré le personnage de l'empereur Palpatine dans la franchise Star Wars.
- 1978 : Harry Spillman dans L'Affaire Colson d'Irving Rapper.
- 1984 : Philip Baker Hall dans Secret Honor.
- 1987 : Anthony Palmer dans J. Edgar Hoover.
- 1989 : Lane Smith dans The Final Days.
- 1994 : images d'archives dans Forrest Gump.
- 1995 :
  - Anthony Hopkins dans Nixon.
  - Beau Bridges dans Kissinger and Nixon.
- 1997 : Bob Gunton dans Elvis Meets Nixon (en).
- 1999 : Dan Hedaya dans Dick : Les Coulisses de la présidence.
- 2003 : La Cour de récré : Rentrée en classe supérieure : L'arnaqueur porte un masque à l'effigie de Nixon pour Halloween tout en faisant une référence au fait de ne pas être impliquer dans une conspiration politique.
- 2004 : images d'archives dans The Assassination of Richard Nixon.
- 2007 : images d'archives dans American Gangster.
- 2008 : Frank Langella dans Frost/Nixon, l'heure de vérité.
- 2009 :
  - Robert Wisden dans Watchmen : Les Gardiens.
  - James McManus (en) dans Black Dynamite.
- 2011 : Christopher Shyer dans J. Edgar.
- 2013 :
  - Dans Batman: The Dark Knight Returns, les mutants rallier à Batman se nomment les Nixons.
  - John Cusack dans Le Majordome.
- 2014 :
  - images d'archives dans La French.
  - Edward Yankie dans Le Prodige.
  - Mark Camacho dans X-Men: Days of Future Past.
- 2015 :
  - Kevin Spacey dans Elvis and Nixon.
  - Apparait dans Les Minions de Kyle Balda et Pierre Coffin.
- 2016 : Darrell Duffey dans Le Vieux qui ne voulait pas payer l'addition.
- 2017 : Curzon Dobell dans Pentagon Papers.
- 2019 : images d'archives dans Scary Stories d'André Øvredal.
- 2022 : Tanner Davis et Rick Zieff dans Nixed.
- 2023 : images d'archives dans Late Night with the Devil.
- 2024 : Max Koch dans Watchmen Chapter I.

### Télévision

#### Série
- 1977 : The Nixon interviews entre Frost et Nixon.
- 1987 : Marionnettiste de Krofft dans D.C. Follies.
- 1993 : Harry Shearer dans Simpson Horror Show IV.
- 1996 : Jess Harnell dans Les Animaniacs.
- 1999 :
  - Billy West dans Futurama.
  - Jeff Bennett dans Histeria!
- 2005 : apparait dans l'épisode 1 de la saison de Vil Con Carne.
- 2011 : 
  - Le personnage de Anton est grimé en Nixon disant je ne suis pas un escroc dans Le Monde incroyable de Gmball épisode La société.
  - Stuart Milligan dans Doctor Who épisodes L'Impossible Astronaute, première partie et deuxième partie.
- 2012 : Acteur non crédité dans l'épisode Le Musée de cire de Souvenirs de Gravity Falls.
- 2013 : Harry Shearer dans Nixon's the One de Ed Bye.
- 2014 : Brian Huskey dans BoJack Horseman.
- 2016 :
  - Sheldon Landry dans l'épisode 6 de la saison 1 de Timeless.
  - Greg Cipes dans l'épisode 16 La Saint-Patrick de la saison 4 de Teen Titan Go!.
- 2018 : Acteur non crédité dans l'épisode Cartoon Donald Trump Is Visited By Ghosts Of Presidents Past  de The Late Show with Stephen Colbert.
- 2019 :
  - Greg Cipes dans l'épisode 2 Soirée télé, 5e de la saison 6 de Teen Titan Go!.
  - images d'archives dans la série documentaire Tricky Dick.
  - Des parcs de roulottes baptisés Nixonvilles sont vu dans Watchmen.
  - Images d'archives dans Apocalypse, la Guerre des mondes épisode 5 Le Mur 1956-1962.
  - Images d'archives dans For All Mankind.
  - Legends of tomorrow saison 4 épisode 10.
- 2022 : Danny Winn dans Gaslit.
- 2023 : 
  - Gary Cole dans Agent Elvis.
  - James Adomian dans La Folle Histoire du monde 2.
- 2024 : Au début de l'épisode 33 de la saison 8 Attention aux détails de Teen Titans Go !

## Iconographie

### Caricature
De manière général, il a été de son vivant l'objet de caricature de la part de la presse et de ses opposant politiques,.
La toute première caricature de Richard Nixon date de l'époque où il était vice-président dans le numéro de février 1953 du magazine Vogue.
En 1971, Mort Drucker publie une caricature de la diplomatie du ping pong initié par Nixon avec Mao. L'année suivante The New Yorker, caricature cette relation entre les deux chef d'état au détriment des populations tandis que The Guardian publie Nixon Mao Swingtime in peking.
En 1972, la politique de détente initié par Nixon est caricaturé par Ralph Vinson avec Richard M. Nixon - China - Russia, Sure Hope It's For Real. En août de la même année, la couverture du National Lampoon dépeint un Nixon Pinocchio avec un nez fortement allongé au bout duquel se tient un Kissinger déguisé en Jiminy Cricket.
En 1973, le Time publie une caricature analysant la complexité du Scandale Watergate tandis qu'une autre montre Nixon expliquant ce qu'est le Watergate.
Le 1er juillet 1974, le Time publie une image de Nixon serrant la main de son homologue soviétique, alors qu'ils cachent chacun des missiles dans l'autre main.

### Peinture
- 1984 : Peinture à l'huile de Richard M. Nixon par James Anthony Wills.

### Photographie
- 1970 : Rencontre entre Nixon et Elvis Presley, à la demande du chanteur qui souhaitait rencontrer le président.
- 1987 : Rencontre entre Nixon et Robocop prise par Chuck Pulin lors d’un événement caritatif pour promouvoir la sortie du film en VHS[18].

## Théâtres
- 1972 : An Evening With Richard Nixon de Gore Vidal.
- 2006 : Frost / Nixon, l'heure de vérité de Peter Morgan.
- 2021 : Our Man In Santiago de Charlie Mount et Benjamin Scuglia.

## Littérature

### Bande dessinée
Il joue un rôle important dans le roman graphique Watchmen de même que dans les Tomes 1 Les Russes sur la lune ! et 5 Qui a tué le président ? de la série Jour J. Il apparait dans le tome 17 Opération Kadesh de la série L'Histoire secrète ainsi que dans les comics d'Univers DC et Marvel.
Le centurion Tohubohus de l'album d'Astérix Le cadeau de César, paru en 1974 (année de sa démission) est une caricature de Nixon.

### Roman
- 1971 : Tricard Dixon et ses copains ; le personnage principal, Tricard Dixon, est une satire – en anglais Trick E. Nixon parodiant le surnom présidentiel à connotations multiples Tricky Dicky.
- 1975 : Le Pendu d'Hollywood d'Andrew Bergman ; Nixon est un personnage secondaire.
- 1977 : The Public Burning ; Richard Nixon sert de protagoniste et de narrateur pour la continuité du récit.
- 1995 : American Tabloïd de James Ellroy : Richard Nixon apparait dans le récit.
- 2020 :  Les grands vaincus de l'histoire de Jean-Christophe Buisson et Emmanuel Hecht[19].

### Nouvelle
- 1964 : Ce que disent les morts de Philip K. Dick ; diction de science-fiction se déroulant aux alentours de 2075, un personnage rappelle la victoire inattendue de Nixon aux élections présidentielles de 1968.

## Opéra
- 1987 : Nixon in China composé par John Coolidge Adams.

## Sculpture

### Statuaire
- 2009 : President Nixon meeting Premier Chou En Lai situé à la Bibliothèque présidentielle Richard Nixon.
- 2014 : Richard Nixon bronze créer par Edward E. Hlavka et situé à Rapid City dans le Dakota du Sud.

## Masque
- Durant et après sa présidence des masques à l'effigie du visage de Nixon sont portés aussi bien par des individus que des stars. Ainsi dans le film Point Break sorti en 1991, l'un des voleurs de banque porte un masque à son effigie.

## Musique
- En 1970, la chanson de protestation Ohio de Crosby, Stills, Nash & Young blâme explicitement Nixon pour la Fusillade de l'université d'État de Kent survenu en mai de la même année.
- En 1979, David Bowie mentionne brièvement Nixon dans Young Americans, au moment où il démissionne deux jours seulement avant l’enregistrement de la chanson.
- En 1983, The Fletcher Memorial Home de Pink Floyd mentionne les souvenirs qu'a laissés Nixon.
- En 1984, Two Tribes de Frankie Goes to Hollywood est introduite avec un découpage du discours présidentiel de Nixon datant de 1960.
- En 2004, The Love of Richard Nixon des Manic Street Preachers apporte un regard sympathique sur la vie et la carrière de Nixon, soulignant certaines des réalisations positives de sa présidence.

## Jeux vidéos
- Dans Nuclear War, sorti en 1989, Nixon est un personnage jouable.
- Dans Call of Duty : Black Ops mission Five, sorti en 2010, Richard Nixon est un personnage jouable.